# Giuseppe Badaracco
 (juillet 2025).
Giuseppe Badaracco (appelé aussi Il sordo ; né en 1588 à Gênes et mort en 1657 dans cette même ville) est un peintre italien baroque, actif dans la première moitié du XVIIe siècle, se rattachant à l'école génoise.

## Biographie
Giuseppe Badaracco était un peintre italien de la période baroque né à Gênes, où il peint principalement. Il s'est formé dans sa ville natale avec Bernardo Strozzi et Giovanni Andrea Ansaldo et a travaillé pendant quelques années à Florence mais aussi en Corse (Bastia et région du Cap Corse). Il eut comme élève  son fils Giovanni Raffaello Badaracco. Il mourut de la peste en 1657.

## Œuvres
Intercession de la Vierge auprès de la Trinité pour les âmes du purgatoire, vers 1642-1652, huile sur toile, 271 x 190 cm, Bastia, Cathédrale Sainte-Marie.

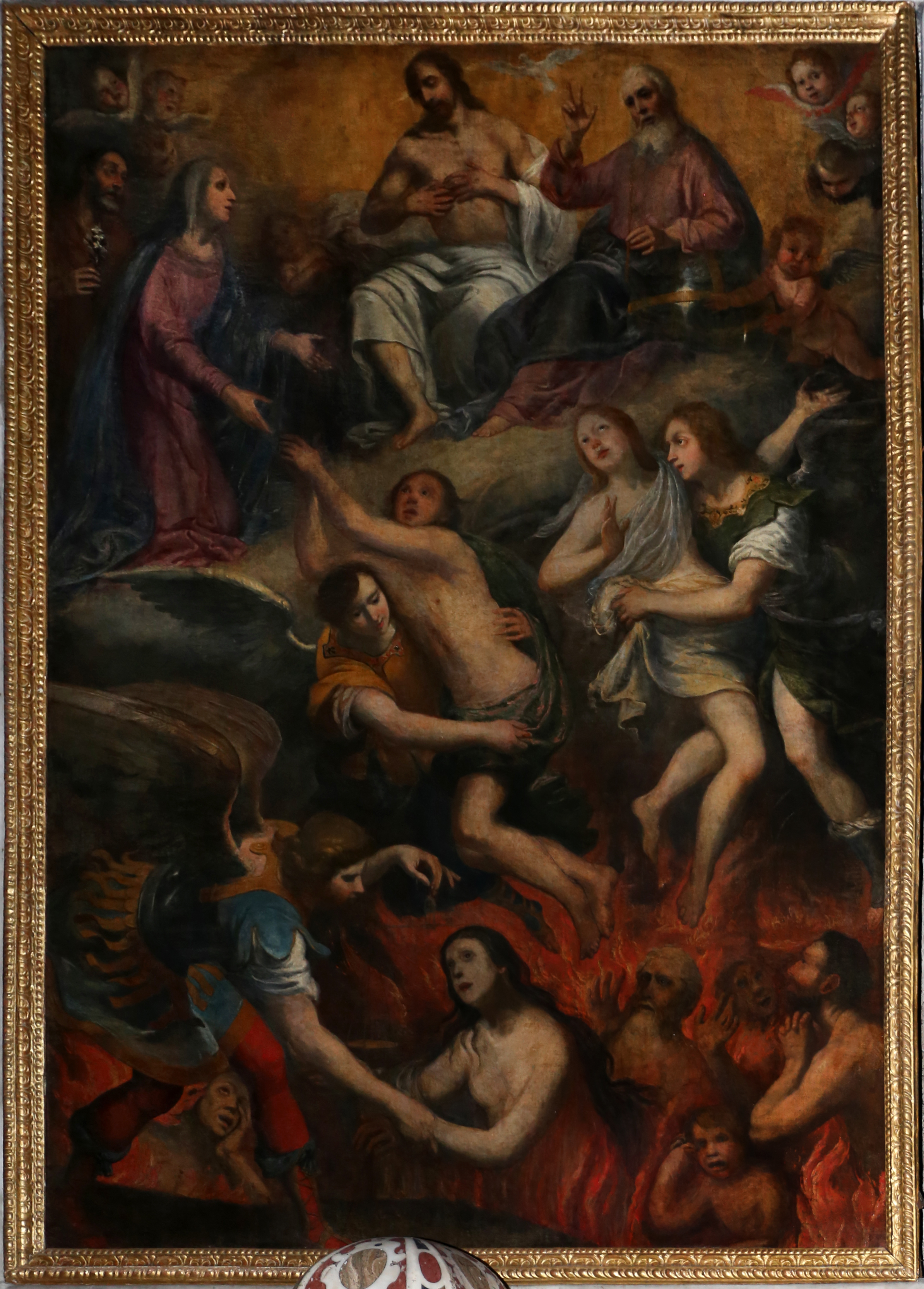
Intercession de la Vierge et de saint Joseph auprès de la Trinité pour les âmes du purgatoire, ancienne cathédrale Sainte-Marie à Bastia (Corse)

## Crédit d'auteurs
- (en) Cet article est partiellement ou en totalité issu de l’article de Wikipédia en anglais intitulé « Giuseppe Badaracco » (voir la liste des auteurs).